# Mitrobarzanes de Capadòcia
Mitrobarzanes (Mithrobarzanes, Μιθροβαρζάνης) fou un noble persa que era el sogre de Datames, sàtrapa de Capadòcia, al qual va donar suport en la revolta contra el rei de Pèrsia.
Desesperat de tenir èxit es va entregar al general Artabazos amb tota la cavalleria de la que tenia el comandament. Datames que havia estat informat de la seva traïció, el va atacar just en el moment en què es reunia amb Artabazos; els perses sospitant una traïció, el van refusar i Mitrobarzanes es va trobar entre dos focs i fou aniquilat.